# Zdeněk Hajský
Zdeněk Hajský (27. srpna 1926 Bohušovice nad Ohří – 5. května 2012 Brno), rodným jménem Zdeněk Haisl, byl český fotbalový útočník a trenér.

## Fotbalová kariéra
Rodák z Bohušovic u Terezína začínal s fotbalem na předměstí Prostějova ve Vrahovicích, do Brna přišel v roce 1953 z Trenčína. Pak se ještě na dvě sezony vrátil na Hanou do Prostějova, ale u postupu Rudé hvězdy do první ligy (1956) už nechyběl. A v následující sezoně (1957/58) se stal s jedenácti góly nejlepším střelcem týmu v lize. V útoku Komety si výborně rozuměl především s Vlastimilem Bubníkem. „S Vlastou jsme spolu hráli nazpaměť,“ potvrdil bývalý kanonýr, jenž nastupoval nejčastěji na levé spojce nebo na levém křídle. Jednou nastoupil za Československo v kategorii do 23 let, v tomto jediném startu se mu podařilo vstřelit jednu branku.

## Trenérská kariéra
Úspěšný byl i jako trenér. Do Zbrojovky přišel v průběhu podzimu 1969, kdy se mužstvo potácelo u dna druholigové tabulky. Nahradil přísného kouče Teodora Reimanna (od 5. září 1969), proti němuž měl daleko demokratičtější přístup k hráčům. Jako bývalý útočník naordinoval mužstvu ofenzivní hru. „Kdo nemá chuť útočit, je jen polovičním fotbalistou,“ znělo jeho oblíbené heslo.

Do konce sezony vytáhl tým na páté místo a v té další (1970/71) dokonce Zbrojovka suverénně druhou ligu vyhrála stylem „start–cíl“ a po čtyřech letech se vrátila mezi elitu. Mužstvu, které vybojovalo postup, věřil natolik, že chtěl nechat kádr pohromadě a neusiloval o žádné větší posily. A to se mu možná stalo osudným. Po podzimu 1971 byl odvolán.

U hráčů byl ovšem hodně oblíbený. „Za trenéra Hajského byla výborná parta a dařilo se i výsledkově. Postoupili jsme do první ligy a za celou sezonu jsme moc zápasů neprohráli. A po výhrách se taky stmeloval kolektiv. Neexistovalo, aby někdo nešel. Hajský to samozřejmě věděl. Na tréninku nás postavil do řady a museli jsme na něj dýchat. Z koho to táhlo, ten musel vystoupit z řady. Většinou to bylo šestnáct z osmnácti. Nechal jenom Mirka Vítů a Jano Popluhára, protože byli nejstarší. Ale přitom samozřejmě chlastali s nama,“ zavzpomínal Fero Mikloš.

Postupně trénoval skoro ve všech významnějších brněnských klubech (TJ ZKL Brno, TJ Moravská Slavia Brno, TJ KS Brno), vedl také TJ TŽ Třinec. Do nejvyšší soutěže se však už nevrátil, pouze na jaře 1989 vedl Královo Pole ve druhé lize. Kromě toho v osmdesátých letech pracoval ve Zbrojovce jako předseda technicko-metodické komise. Na jaře 1987 dokonce krátce vedl tehdy druholigové mužstvo společně s Rudolfem Skarkou, když byl odvolán trenér Ivan Hrdlička.

## Ligová bilance
| Ročník                                     | Zápasy | Góly | Klub                |
| ------------------------------------------ | ------ | ---- | ------------------- |
| Státní liga 1945/46                        | 7      | 2    | SK Prostějov        |
| Celostátní československé mistrovství 1949 | 10     | 7    | ATK Praha           |
| Celostátní československé mistrovství 1950 | 12     | 6    | ATK Praha           |
| 1. československá fotbalová liga 1957/58   | 32     | 11   | TJ Rudá hvězda Brno |
| 1. československá fotbalová liga 1958/59   | 24     | 8    | TJ Rudá hvězda Brno |
| 1. československá fotbalová liga 1959/60   | 9      | 2    | TJ Rudá hvězda Brno |
| CELKEM                                     | 94     | 36   |                     |